# Dosiadas z Krety
Dosiadas z Krety albo poprawniej Dosiadas z Kydonii (III wiek p.n.e.) – grecki pisarz, autor zaginionego dzieła o Krecie pod tytułem Kretika oraz wiersza figuralnego Bōmós (Ołtarz). Pisarz pochodził z miasta antycznego Kydonia (obecnie Chania).